# Књижарство и штампарство у Шапцу
Књижарство и штампарство у Шапцу доприноси употпуњавању слике о културном идентитету града. Пратећи трагове некадашњег времена, долазимо до штампане речи као највреднијег хранитеља друштвене историје. Време брише трагове, догађаји се стално смењују, неприметно све постаје прошлост, перфекат, минула стварност. Прича о књигољупцима из мрачних дућана – негдашњим шабачким штампарима, издавачима и књижарима, представља тај допринос.

## Књижарство у Шапцу
У Шапцу је било књижарске трговине још педесетих година 19. века, мада то нису биле специјализоване књижаре, већ бакалнице које су поседовале и нешто књижарске робе. У периоду  од доласка прве штампарије у Шабац до Другог светског рата 1940. године, најстарија књижара је Стеве Топузовића.
Стева Топузовић је своју књижару отворио шездесетих година 19. века. То није била специјализована књижара, већ продавница мешовите робе. Стеву Топузовића наслеђује његова ћерка, али то се завршава 1914. године због рата.

### Павле Ј. Павловић
Павле Ј. Павловић је књижар у чијој радњи су се могле навабити само пробране књиге – Слике из сеоског живота од Јанка Веселиновића, треће коло: Мали певач и Љубан.  Ова књижара је објавила и роман Светозара Гавриловића Народне изелице. Осим књига, у радњи су се могле наћи и новине. Лист Гласоноша, који је излазио у Ваљеву, могао се купити и у Шапцу. Када је радикална партија покренула свој лист у Шапцу, Паја је одмах постао члан редакције Радикалца. Сталан сарадник тога листа, Паја је био стварни уредник и његов власник.
Из новинских огласа поуздано се зна да је 1889. године у Шапцу радила и књижара браће Савића. Најпознатији од браће био је Божидар Савић. Књижар, писац, преводилац, покретач и власник листа Мали журнал. Браћа Савић бавила су се и издавањем и штампањем – у њиховом издању изашло је друго коло Слика из сеоског живота Јанка М. Веселиновића. Браћа Савић се касније селе у Београд и тамо пребацују књижару. Покрећу 1894. лист Мали журнал, информативни дневни лист.

### Михаило Мима Ђурђевић
Књижар који се највише памти у културној историји града као издавач разгледница. Његова књижара се није много оглашавала у штампи. Михаило Ђурђевић продавао је сва српска издања. У Либералу бр.  24 1894. године он нуди прву, другу и трећу свеску сензационалног романа Артура Шторха. Ђурђевићева књижара помиње се све до 1923. године у списку повлашћених књижара, тако да његова радња има надужу књижарску традицију у Шапцу.
У погледу организације књижарске трговине у првој и другој деценији 20. века владала је иста атмосфера као и у 19. веку. Након првог неуспелог покушаја организовања београдских књижара 1909. године трговина књигама је и даље била широко схваћена.  Свесни положаја, књижари оснивају „Књижарско удружење“ у марту 1921. Након Првог светског рата књижаре су биле у изузетно лошем стању. Закон о радњама пре 1924. године предвиђао  је да се књига може продавати свуда и на сваком метсу, радним и празничним данима. Књижарске радње класификоване су тада у 4 групе: 
1. књижари издавачи

2. књижари продавци
1. књижари комисионар
2. књижари антиквари

Почетком 20. века у Шапцу је било различитих типова књижара- мешовитих, папирница, као и повлашћених.

### Милисав Трифуновић
Основао је књижару 1909. године, одмах по доласку из Београда. Књижара се налазила у самом центру. Захваљујући добрим књижарама ни деца у провинцијским градићима нису била ускраћена за књиге серијала Плава птица, Дизнијеве стрипове, Политикин забавник, Бети Буп, Попаја, Пају Патка.. Било је ту и озбиљних књига: Анализа стања, Најзнаменитији Платоници 13. И 14. Столећа, књига ратних приповедака.. Осим великог избора књига, књижара је била богато опремљена канцеларијским материјалом.
Књижара Спасоја Л. Јокичића налазила се на Мачванској пијаци. Године 1922, његову књижару налазимо у списку протоколисаних радњи. Поред књига и канцеларијског материјала књижара је нудила и разне играчке и поклоне за децу, електричне лампе, као и најновија дела и романе од српских и светских књижевника.
Радња Милоша О. Ђорђевића налазила се у данашњој Господар Јевремовој, а разликовала се од других по томе што је била киоск. Трафике- киосци познати су као облик књижарске радње почетком 20. века.
Михаило Ил. Ристић био је и издавач и књижар и бакалин. Упамћен је као власник послератног „Подринског весника“. Редакција се налазила у Поцерској улици, где је била и Ристићева радња.

### Чедомир Гајић
Чедомир Гајић рођен је у Шапцу 1889. године. Његова књижара Подриње налазила се преко пута цркве, у Масариковој 12. Могао се у њој наћи велики број књига и приручника. Књижара је имала стручног књиговесца, примала је на коричење све врсте нових и старих књига. Гајић је уредник Подринског одјека, листа за привредуну, културну и политичку обнову Подриња.
Име Драгића Стефановића везује се за Београдску улицу, где је имао најпре књиговезачку, а касније и књижарску радњу 1922. Драгић је био једна од уредника „Шабачког информативног листа“.
На адреси Драгићеве књижаре од 1936. наћи ће се књижарска радња и трговина школског и канцеларијског материјала на мало Војислава М. Вулетића. Књижара „Јединство“ Војислава Вулетића имала је статус повлашћене књижаре.

## Штампарство у Шапцу
У погледу штампарства Шабац се може похвалити наручитим испехом – добио је штампарију после Београда, Крагујевца, Пожаревца и Смедерева. Идеја о оснивању штампарије и издавању једног листа у Шапцу јавила се половином деветнаестог века, у време „кад у свој Србији видимо само једне новине“, и то у Београду.  Прву шабачку штампарију везујемо за име Андрије Славуја.

### Андрија Славуј
Андрија Славуј у Шабац доноси дуго очекивану и особито неопходну штампарију.  Године 1881, пензионисани деловодитељ Шабачке општине  покреће прву штампарију, а 1883. и први градски лист „Шабачки гласник“. Није забележено шта је прво Славуј одштампао, али се сматра да је то био календар Шапчанин за 1883. годину. Шабачки гласник прве су нестраначке новине. Области које је обухватао: лист за трговину, домаће и стране новости, економију и књижевност. Након Славујеве смрти послове преузима његова жена Милица Славуј, највероватније 1909. године породица се сели у Ваљево где премештају и штампарију, а посао преузима један од синова Димитрије Славуј. Димитрија је касније наследио његов син Андрија.
| Шабачки гласник | Шабачки гласник |
| --------------- | --------------- |
| Година издавања | 1883.           |
| Локација        | Шабац           |
| Врста           | Градски лист    |
| Издавач         | Андрија Славуј  |

Живот и судбине осталих шабачких штампара, као и других љубитеља књиге – издавача и књижара остали су неправедно запостављени.
Поред штампарије Милице Славуј, у Шапцу су пристутне Либерална и Акционарса штампарија.
Либерална штампарија радила је у Шапцу од 1888. године, а налазила се у Богатинчевића кући. Осим што је штампала листове Либерал, Витез, Босна, Подрински весник, неке књиге, објављивала је и уобичајене сваковрсне штампарске послове. У либералној штампарији могле су се набавити и неке књиге. Није забележено ко је био власник либералне штампарије.
Акционарска штампарија радила је у Шапцу највероватније од 1889-1908. године, налазила се у Господар-Јевремовој. Имена акционара нису пронађена. Наслови које је објављивала: Беседа којом је његово преосвештенство епископ нишки господин Димитрије отворио због свештенства Нишке епархије у Нишу 14 текућег месеца, листове Косова, Поборник, Нови подрински весник, Народна одбрана..
У периоду од 1906. до 1945. у Шапцу постоји шест штампарија: Светозара Грданичког, Драгутина Милановића Бана, Милана Н. Илића, штампарија Будућност Мике Симеоновића, штампарија Подриње и Јединство Б. Матића.
Светозар Заре Грданички дошао је из Лесковца, највероватније 1904. Његова штампарија налазила се у Поцерској 22. Године 1906. Заре је покренуо сатирични лист за шалу и забаву „Чивија“ чији је био власник и уредник. Штампарија Грданичког израђивала је новине: Подринске новине, Позориште, Ковиље, Подрински одјек, Мачванин...
Драгутин Милановић, звани Бан, имао је штампарију у Полицијској улици, садашњој Стојана Новаковића. Његови синови су били посвећени новинарству и штампарству. Они се помињу у уредништву Шабачког гласника чији су били власници, уредници и издавачи. Драгутин је штампарске машине набавио највероватније у Дузелфорду 1910. године. Поред машина за штампање радња је поседовала и машине за сечење хартија, шнел пресу, хелф машине... а упослено је био 36 радника. Да би одржали статус најбоље штампарије са дугом традицијом, Милановићи су и свој посао стално усавршавали. Бан је власник и одговорни уредник „Народњака“.  Након смрти Драгутина Милановића 1944, посао је наставио његов син Милан.
Штампарија Будућност Симеоновића и компаније налазила се на Баиру бр. 7. Њен власник био је, по свему судећи угледни Шапчанин, Милорад Мика Симеоновић. Од наслова које је она штампала издвајају се: Херојски дани Драгише Лапчевића, Правила Шабачке трговачке банке, календар Шапчанин, Шабачки информатвни огласни лист...
Оскудни су подаци о штампарији  Јединство. Сем локације на којој се налазила и полуразрешеног имена власника, готово ништа се не зна. Штампарија Б. Матића налазила се у Поцерској бр. 22, а радила је у периоду од 1925-1926. године. Из ове штамапарије изашли су наслови: Тестамент Вука Стефановића Караџића, Оравила Фонда шабачких основних школа, Светлости живота Марка Ружића, листови Борба..